# One Piece
One Piece (ワンピース Wan Pīsu) er en japansk mangaserie skrevet og illustreret af Eiichiro Oda. Den er blevet serialiseret i Shueishas shonenmanga-magasin Weekly Shōnen Jump siden juli 1997, med kapitler samlet i 109 tankobonbind pr.  juli 2024. Historien følger Monkey D. Luffy og hans besætning, Stråhattenes eventyr, som han udforsker Grand Line i søgen på den mytiske skat kendt som "One Piece" for at blive Piraternes Konge.
Mangaen har udløst en mediefranchise, og er blevet blevet adapteret som en film af Production I.G og en animeserie af Toei Animation, som først blev sendt i 1999. Yderligere har Toei produceret fjorten animerede spillefilm, én OVA og tretten TV-specials. Adskillige firmaer har udarbejdet forskellige former for merchandise og medier, så som spillekort og et utal af videospil. Mangaserien blev i første omgang udgivet på dansk af forlaget Carlsen, men ophørte efter bind 59 i 2012, da der efter deres udtalelse ikke blev solgt nok bind til at det kunne løbe rundt. Det var først den 17. marts 2025, at Forlaget Faraos annoncerede, at det havde anskaffet sig rettighederne til at udgive One Piece i Danmark, hvoraf bind 1 ville udkomme i april 2025. De kommenterede, at den nye udgivelse "får opdaterede omslag, nyredigeret oversættelse og er produceret i tæt samarbejde med de japanske rettighedshavere." Der har været flere forskellige engelske eftersynkroniseringer af animeserien, så som den censurerede udgave af 4Kids fra 2004 og den mere troværdige udgave af Funimation fra 2007 og frem. I Danmark har serien kunnet streames på Crunchyroll siden 2020 på engelsk, men først i oktober 2024 blev der udgivet en dansksproget udgave af serien, som kunne streames på DRTV. I 2023 udgav Netflix deres egen live action-adaptering af serien.
One Piece er blevet rost for sin historiefortælling, verdensopbygning, kunst, karakterisering og humor. Den har modtaget mange priser, og anmeldere og læsere rangerer mangaen som én af de bedste, der er lavet. Pr august 2022, var der blevet produceret over 516,6 millioner bind i 61 lande og regioner verden over, hvilket har gjort det til verdens bedst-sælgende manga og den bedst-sælgende tegneserie printet i bogbind. Adskillige af mangaens bind har forlagsrekorder, så som største første oplag af nogen bog i Japan. I 2015 og 2022 satte One Piece Guinness-verdensrekord for "flest eksemplarer udgivet for samme tegneserie lavet af én forfatter". Det var den bedst-sælgende manga elleve år i træk fra 2008 til 2018, og mangaen er den eneste der har haft it første oplag af bind på over 3 millioner fast i over 10 år. Serien er også den eneste, der har solgt over en million eksemplarer af samtlige af de over 100 bind udgivet. One Piece er den eneste manga, hvis bind har rangeret nummer ét hvert år i Oricons ugentlige hitliste, siden den blev til i 2008.

## Plot
Serien begynder med, at en dreng ved navn Monkey D. Luffy bliver inspireret af sin barndomshelt, Shanks den Røde, til at drage ud på en rejse for at finde skatten One Piece. På vejen grundlægger og anfører han en pirat gruppe kaldet Stråhat-piraterne. På grund af Luffys lidt for entusiastiske og overdrevne interesse i hvem han rekrutterer er hans mandskab et af de mest blandede, for ikke at sige, bizarre mandskaber i verdenen. Hans mandskab består af en sværdkæmper ved navn Roranoa Zoro, navigatøren og tyven Nami, skytten Usopp, kokken Sanji, rensdyr lægen Tony Tony Chopper, arkæologen Nico Robin, androide skibstømreren Franky, skelet musikeren Brook og rorsmanden Jinbe.
Hver af besætnings medlemmerne har mindst et talent som de behersker utroligt perfekt. og hver medlem er, mere eller mindre, en formidabel hvis ikke ligefrem frygtindgydende kriger i deres egen ret. Mens de alle sammen har utrolig styrke på en eller anden måde, er tre af dem, Kaptajnen, Sværdkrigeren, og Kokken, så utroligt forbavsende overmenneskeligt stærke at resten af besætningen har navngivet dem "Monster Trioen".
Banden møder mange forskellige modstandere såsom forbryderorganisationen Baroque, den selverklærede Gud Enel, De Syv Krigshærer (syv ekstremt stærke statsautoriserede pirater) og marinen. Marinen står under Verdensregeringen, som søger at skabe retfærdighed ved at gøre en ende på piraternes storhedstid. Selv om Stråhat-piraterne er historiens hovedpersoner, fokuserer en del af plottet dog også på magtbalancen mellem Verdensregeringen og piraterne – især De Fire Kejsere (Yonkou), som er verdens fire stærkeste pirater.
Da verden går ind i en ny æra i takt med, at Luffys adoptivbror Portgas D. Ace og verdens stærkeste pirat Whitebeard dør, beslutter Stråhat-piraterne sig for at blive meget stærkere for at kunne klare sig i kampen mod de støt voksende farer. De træner på hver sin ø, men to år senere mødes de igen på Sabaody-øerne ved Grand Lines midte, hvorfra de vil rejse til Den Nye Verden, hvor One Piece befinder sig.

## Kontekst
"One Piece" foregår i en fiktiv verden, som primært består af hav og øer.

## Verden
One Piece-verdenen er inddelt i fire verdenshave: North Blue, South Blue, East Blue og West Blue. Verdenshavet skildes af superkontinentet Red Line og den tværgående søvej Grand Line, som krydser hinanden og derved inddeler verden i de fire have. Den del af Grand Line, der ligger mellem West Blue og North Blue kaldes New World.
Red Line er en geologisk mur med stejle klippevægge, som kun kan krydses få steder. Grand Line fungerer i stedet som et hav for sig selv. her myldrer det med enorme havudyr og Havkonger (Søslanger). Da hver ø i Grand Line har sit eget magnetiske felt, er ordinære kompas ubrugelige, og man har i stedet brug for et Log Pose i stedet. Det er svært ikke bare at sejle ind i Grand Line, men også at forlade den, da den omgives af to bælter med milevis af vindstille hav.

### Djævlefrugter
I One Piece-verdenen findes der mange såkaldte djævlefrugter, som giver den der spider dem overnaturlige kræfter, men på den bekostning, at man mister evnen til at svømme. Dette er til stor ulempe i en verden, som hovedsageligt består af hav og øer. Spiser man to djævlefrugter, siges det, at djævlene i éns krop vil kæmpe mod hinanden, og så kommer man til at eksplodere.

## Manga
Den har siden 1997 i Japan udkommet ugentligt i Weekly Shonen Jump, og er i dag stadig populær. I anledning af One Piece's ti års jubilæum, har forfatteren Eiichiro Oda sammen med forfatteren af Dragon Ball, Akira Toriyama, lavet en fælles tegneserie på 19 sider, hvor personerne fra hver tegneserie er samlet.
I Japan er der indtil videre udgivet 92 bind af One Piece og 945 kapitler (pr. 18. juni 2019), og det ser ikke ud til, at den ender foreløbigt, da det er en af de mest populære shonen mangaer i Japan. Bindene med 9-11 kapitler pr. bog udkommer hver tredje måned. One Piece udgives også i USA, Australien, og adskillige lande i Europa og Asien.
I Danmark blev One Piece udgivet af forlaget Carlsen, der også står for mange andre mangaserier. One Piece begyndte i 2003 med at udkomme en gang månedligt i bind. Da den danske udgave var ved at indhente den japanske besluttede man, at udgive den en gang hver anden måned i stedet for hver måned. Bagerst i senere udgaver står der dog, at One Piece fremover udgives hver 3. måned, dvs. at der i år 2007 kun udkom 4 bind.
I dag er der udkommet 59 bind i serien, og der udkommer ikke flere, da forlaget Carlsen har været nødsaget til at lukke serien på grund af manglende interesse fra læsere.
Til et panel ved J-Popcon 2025 annoncerede Forlaget Faraos, at de havde fået rettighederne til at udgive serien på dansk igen, og at de senere i foråret ville starte fra begyndelsen. Senere, i et opslag på Facebook, kunne de fortælle, at den nye udgivelse ville være baseret på den originale oversættelse, men ville ligesom deres genudgivelse af Dragon Ball-mangaen være korrigeret til at være tættere på den originale japanske udgave. De to første bind i serien blev efterfølgende genudgivet den 6. juni 2025.

## Anime
Siden 1999 er One Piece blevet lavet som en anime-serie og har kørt siden. Per 2024 er over 1000 afsnit blevet sendt. Serien bliver produceret af Toei Animation og sendes på Fuji TV. Der er lavet adskillelige spillefilm samt TV-specials. Anime-serien er sendt i mange lande og dubbet på mange sprog, men serien blev dog først oversat til dansk i 2024, hvor de første 30 afsnit blev streamet med dansk dub på DRTV den 11. oktober. Streaming-rettighederne til at streame One Piece i Danmark blev dog opkøbt af Crunchyroll allerede i 2020, hvor man har kunne se serien på japansk med engelske undertekster.
I december 2023, under Jump Festa 24 blev det annonceret, at Wit Studio ville lave en ny udgave af One Piece for Netflix under navnet The One Piece. Annonceringen fik en blandet modtagelse blandt fans, hvor nogle fans var skeptiske, især da Toei Animations One Piece stadig var igangværende, så var andre fans entusiastiske over den nye udgave, da dan eksisterende serie ofte kritiseres for dårlig animation og et tempo, der er en del langsommere end manga-udgaven.

### Stemmer
| Karakter          | Japansk                                      | Dansk                |
| ----------------- | -------------------------------------------- | -------------------- |
| Monkey D. Luffy   | Mayumi Tanaka                                | Sigurd Philip Dalgas |
| Roronoa Zoro      | Kazuya Nakai                                 | Julian K.E. Baltzer  |
| Nami              | Akemi Okamura                                | Thit Aaberg          |
| Usopp             | Kappei Yamaguchi                             | Simon Stenspil       |
| Sanji             | Hiroaki Hirata                               | Johannes Nymark      |
| Tony Tony Chopper | Ikue Ōtani                                   | Ukendt               |
| Nico Robin        | Yuriko Yamaguchi                             | Ukendt               |
| Franky            | Kazuki Yao                                   | Ukendt               |
| Brook             | Chō                                          | Ukendt               |
| Jimbei            | Daisuke Gōri (430-432) Katsuhisa Hōki (440+) | Ukendt               |
| Buggy             | Shigeru Chiba                                | Tom Jensen           |

### Film
| # | Engelsk titel                                            | Japansk title | Japansk udgivelse | Dansk udgivelse  |
| --- | -------------------------------------------------------- | --- | ----------------- | ---------------- |
| 1 | One Piece: The Movie                                     | One Piece (ワンピース Wan Pīsu) | 4. marts 2000     | Ikke udgivet     |
| For mange år siden, plyndrede en legendarisk pirat ved navn Woonan en tredjedel af hele verdens guld og gemte den efterfølgende på en mystisk ø. Luffy og de andre Stråhatte fortsætte deres rejse gennem Grand Line, hvor de bliver berøvet af en banditbande. Anført af deres kaptajn, El Drago, drager disse pirater mod Woonans berømte ø. Mens Stråhattene forsøger at få deres stjålne skat tilbage, må de nu også finde den forsvundne ø. |                                                          | |                   |                  |
| 2 | Clockwork Island Adventure                               | Eventyret på spiraløen (ねじまき島の冒険 Nejimaki-jima no Bōken) | 3. marts 2001     | Ikke udgivet     |
| |                                                          | |                   |                  |
| 3 | Chopper's Kingdom on the Island of Strange Animals       | Choppers kongerige på den mærkværdige dyreø (珍獣島のチョッパー王国 Chinjū-jima no Choppā Ōkoku)                                                                                          | 2. marts 2002     | Ikke udgivet     |
| |                                                          | |                   |                  |
| 4 | Dead End Adventure                                       | Dead end-eventyret (デッドエンドの冒険 Deddo Endo no Bōken) | 1. marts 2003     | Ikke udgivet     |
| |                                                          | |                   |                  |
| 5 | The Cursed Holy Sword                                    | Det hellige sværds forbandelse (呪われた聖剣 Norowareta Seiken) | 6. marts 2004     | Ikke udgivet     |
| |                                                          | |                   |                  |
| 6 | Baron Omatsuri and the Secret Island                     | Baron Omatsuri og den hemmelige ø (オマツリ男爵と秘密の島 Omatsuri Danshaku to Himitsu no Shima)                                                                                          | 5. marts 2005     | Ikke udgivet     |
| |                                                          | |                   |                  |
| 7 | The Giant Mechanical Soldier of Karakuri Castle          | Kæmpemecha-soldaten fra Karakuri-slottet (カラクリ城のメカ巨兵 Karakuri-jō no Meka Kyohei)                                                                                                | 4. marts 2006     | Ikke udgivet     |
| |                                                          | |                   |                  |
| 8 | Episode of Arabasta: The Desert Princess and the Pirates | Episode of Alabasta: Ørkenprinsessen og piraterne (エピソードオブアラバスタ 砂漠の王女と海賊たち Episōdo obu Arabasuta Sabaku no Ōjo to Kaizoku-tachi)                                    | 3. marts 2007     | Ikke udgivet     |
| |                                                          | |                   |                  |
| 9 | Episode of Chopper: Bloom in the Winter, Miracle Sakura  | Episode of Chopper+: De mirakuløse kirsebærblomster, som blomstrer om vinteren (エピソード オブ チョッパー+ 冬に咲く、奇跡の桜 Episōdo obu Choppā Purasu: Fuyu ni Saku, Kiseki no Sakura) | 1. marts 2008     | Ikke udgivet     |
| |                                                          | |                   |                  |
| 10 | Strong World                                             | ONE PIECE FILM STRONG WORLD (ONE PIECE FILM STRONG WORLD Wan Pīsu Firumu: Sutorongu Wārudo)                                                                                               | 12. december 2009 | Ikke udgivet     |
| |                                                          | |                   |                  |
| 11 | Straw Hat Chase                                          | ONE PIECE 3D: Stråhatte-jagten (ONE PIECE 3D 麦わらチェイス Wān Pīsu Surī-Dī Mugiwara Cheisu)                                                                                             | 19. marts 2011    | Ikke udgivet     |
| |                                                          | |                   |                  |
| 12 | Z                                                        | ONE PIECE FILM Z (ONE PIECE FILM Z Wan Pīsu Firumu Zetto) | 15. december 2012 | Ikke udgivet     |
| |                                                          | |                   |                  |
| 13 | Gold                                                     | ONE PIECE FILM GOLD (ONE PIECE FILM GOLD Wan Pīsu Firumu Gōrudo) | 23. juli 2016     | Ikke udgivet     |
| |                                                          | |                   |                  |
| 14 | Stampede                                                 | ONE PIECE STAMPEDE (ONE PIECE STAMPEDE Wan Pīsu Sutanpīdo) | 9. august 2019    | Ikke udgivet     |
| |                                                          | |                   |                  |
| 15 | Red                                                      | ONE PIECE FILM RED (ONE PIECE FILM RED Wan Pīsu Firumu Reddo) | 6. august 2022    | 2. november 2022 |
| |                                                          | |                   |                  |

### TV Specials
1. Luffy’s Fall! The Unexplored Region – Grand Adventure in the Ocean’s Navel (ワンピース TVスペシャル 海のヘソの大冒険篇) D.20.december 2000
2. Open Upon the Great Sea! A Father's Huge, HUGE Dream! 2003
3. Protect! The Last Great Performance!(守れ！最後の大舞台) D.14.december 2003
4. The Detective Memoirs of Boss Strawhat Luffy! D.2005
5. The Return of Boss Luffy! A Dream, a Reality, or a Lottery Riot? ( ルフィ親分再び！夢か現（うつつ）か富くじ騒動)D.24.december 2006
The Great Mochimaki Race in the Castle! Conspiracy of the Red Nose! (お城で餅まき大レース！赤い鼻の陰謀)D.7.januar 2007
I oktober 2006 blev der efter 5 episoder vist en lille ekstra historie, baseret på fem specielle 3-siders manga, Eiichiro har lavet. De kaldes Omake, og oversættes som Stråhat Teater.
1. Chopperman Chopper er superhelt, Usopp er den onde professor, Sanji, Robin og Zoro er hans hjælpere, Nami er Chopperman's sekretær og Luffy er Usopp's hemmelige våben, som Chopperman dog tager, og Nami sælger.
2. Report Time En reporter interviewer Stråhattene. Det skal forestille at foregå lige efter, at de har fået Det flyvende Lam.
3. Obahan Time Stråhattene er midaldrende damer.
4. Jinginai Time Stråhattene er temperamentsfulde mafiabosser og underordnede, der skyder på hinanden.
5. Monster Time Stråhattene er monstre, der skændes om, hvem der er mest sjælden. 

## 4kids-udgaven
Den oprindelige engelske dub af One Piece er blevet hårdt kritiseret af fans, da 4Kids, der havde licenseret serien til det amerikanske marked, havde lavet drastiske ændringer i form af censur, redigering, og sletning af scener. Bl.a. er sværd og våben skiftet ud med vandpistoler, blod er fjernet, og forskellige afsnit er klippet sammen, samt hele arcs, der blev skippet, sådan at 140 afsnit blev kogt ned til 104, hvorefter 4Kids ikke dubbede flere afsnit. Yderligere er der redigeret i persongalleriet, således at Sanjis cigaretter er blevet skiftet ud med slikkepinde, navne blev ændret, Luffy bekæmper fjenderne anderledes, kvinders kavalergang er fjernet, blandt andet.
De kraftige ændringer i serien er karakteristisk for amerikansk lokalisering af anime på daværende tidspunkt, ligesom det sås i serier som Pokémon, hvor kulturelle referencer ofte blev lavet om, og Yu-Gi-Oh, hvor vold og våben blev tonet ned eller fjernet, og hvor karakterer ikke døde, men blev sendt til "skyggeriget" i stedet. Dog er 4Kids' udgave af One Piece et af de mere ekstreme eksempler, da ændringerne har været mere omfattende, forstyrrende og barnlige. Disse ændringer forekom grundet mentaliteten, at animation kun er for børn, og at den amerikanske standard for, hvad der er acceptabelt at vise børn er noget strengere, end den er i Japan.

## One Piece spil
- One Piece: Grand Battle! (2005)
- One Piece: Grand Adventure (2006)